# Šakotis
Il šakotis ("ramificato" in lingua lituana) è una torta lituana. Il dolce viene cotto ponendo un impasto a base di decine di uova su un apposito rullo rotante per circa cinque ore e ha una consistenza simile a quella di un pan di Spagna asciutto. Il šakotis ha forma allungata e presenta dei rigonfiamenti che lo fanno somigliare a un albero. Questa torta lituana viene preparata durante le feste importanti come i matrimoni.